# Station Martin Mill
Martin Mill is een spoorwegstation van National Rail in Martin Mill, Dover in Engeland. Het station is eigendom van Network Rail en wordt beheerd door Southeastern. Het station is geopend in 1881.